# Arboretum Chocha
El Arboreto Chocha  (Arboretum Chocha en francés) es un arboreto y jardín botánico de 3,5 hectáreas de extensión de propiedad privada, situado en Ustaritz, Francia. El propietario viajó a numerosos países de América del Sur y trajo consigo de vuelta a Francia varias semillas que planta en el arboreto. 

## Localización
Ustaritz es conocida por su suave clima. Fue durante el Antiguo Régimen la capital administrativa de la provincia histórica del Labort.
La comuna de Ustaritz se encuentra recorrida por el curso del río Nive, afluente del Adur. 
Cabe así mismo destacar que Ustaritz es una de las comunas productoras de la AOC Piment d'Espelette-Ezpeletako Biperra.
Arboretum Chocha 855 route de Souraide, Code Postal 64480 Ustaritz, département de Pyrénées-Atlantiques, Aquitaine France-Francia. 
Planos y vistas satelitales, 43°03′39″N 1°11′50″O / 43.06083, -1.19722
Está abierto al público solamente mediante solicitud al propietario.

## Historia
El propietario del jardín comenzó a crearlo en 1975 en los terrenos alrededor de la vivienda situada en una colina con orientación noreste. 

## Jardines
Este arboreto está especializado en las Fagaceae y en especies vegetales originarias del sur de Chile. 
Es digna de mención la colección de robles con más de 150 especies, en su mayoría originarias de Norteamérica y de Centroamérica.